# لانگلی کرک‌وود
لانگلی کرک‌وود (انگلیسی: Langley Kirkwood؛ زادهٔ ۱۴ آوریل ۱۹۷۳) یک هنرپیشه اهل آفریقای جنوبی است. وی از سال ۱۹۹۷ میلادی تاکنون مشغول فعالیت بوده‌است.
از فیلم‌های معروف او می‌توان به بازی در فیلم‌های در کشور من، میا و شیر سفید و مجموعه تلویزیونی بانشی اشاره کرد.